# The Cry of the Children
The Cry of the Children er en amerikansk stumfilm fra 1912.

## Medvirkende
- Marie Eline som Alice
- Ethel Wright
- James Cruze
- Lila Chester
- William Russell